# Station Nancy-Saint-Georges
Station Nancy-Saint-Georges is een spoorwegstation in de Franse gemeente Nancy. Het station is gesloten.